# Diplycosia rubidiflora
Diplycosia rubidiflora är en ljungväxtart som beskrevs av J. J. Smith. Diplycosia rubidiflora ingår i släktet Diplycosia och familjen ljungväxter. Inga underarter finns listade i Catalogue of Life.